# Loughrea
Loughrea (irisch Baile Locha Riach) ist eine Stadt mit 6322 Einwohnern (Stand 2022) im County Galway im zentralen Westen der Republik Irland. Der Ort liegt am nördlichen Ufer des Loch Riach („Der graue See“), der teilweise auch Loch Riabhach („Gesprenkelter See“) genannt wird.

## Beschreibung
Ihre erste Erwähnung fand die Ortschaft im Jahre 1236, als der Anglo-Normanne Richard de Burgh Loughrea als seinen Hauptsitz in Connacht wählte und Loughrea Castle erbauen ließ. Außer durch die Burg wurde der Ort durch eine Stadtmauer und einen Wassergraben geschützt. Im Süden diente der See als natürlicher Schutz.
Das Karmelitenkloster St. Mary’s Priory entstand bereits um 1300, während eine weitere Kapelle und ein neues Kloster erst 1785 erbaut wurden. Der Karmeliterorden, der 1680 gegründet wurde, zog 1829 in das neue Kloster um. Neben dem mittelalterlichen Ortszentrum sind lediglich die baufällige St. Brigid’s Church, das Stadttor sowie das Karmelitenkloster erhalten geblieben. Mit der St. Brendan’s Cathedral entstand von 1897 bis 1902 eine neue Kirche, die durch Glasmalereien und andere moderne Kirchenausstattung auffällt. Die Kathedrale ist die Bischofskirche des Bistums Clonfert.
Loughrea ist traditionell ein Ort der Landwirtschaft. Heute sind jedoch auch die Pharmaindustrie sowie die datenverarbeitende Industrie ansässig. Auch der Tourismus spielt eine immer größer werdende Rolle – eine Reihe von Ferien-Cottages finden sich in der näheren Umgebung.

## Verkehr
Bis Dezember 2005 war Loughrea, an der Nationalstraße N6 (nach Galway City) sowie N66 gelegen, vor allem für den ständigen Verkehrsstau bekannt, weshalb der Ort im Volksmund auch Gridlock-rea (Gridlock = Verkehrskollaps) genannt wurde. Die Verkehrssituation entspannte sich, nachdem die Autobahn M6  fertiggestellt wurde, die den Ort umfährt. Bis 1975 wurde der Ort von der Eisenbahn angefahren. Die Strecke nach Attymon war die letzte rein ländliche Strecke der irischen Bahn.

## Söhne und Töchter der Stadt
- Seumas O’Kelly (1875/1881–1918), Journalist und Schriftsteller
- Michael Carty (1916–1975), Politiker
- Ulick Burke (* 1943), Politiker